# Кіра Міро
Кіра Міро (ісп. Kira Miró; нар. 13 березня 1980, Санта-Бріхіда, Іспанія) — іспанська акторка театру і кіно.

## Вибіркова фільмографія
- Ідеальний злочин (2004)
- Розірвані обійми (2009)